# Уґощ (Поморське воєводство)
Уґощ (пол. Ugoszcz, нім. Bernsdorf) — село в Польщі, у гміні Студзениці Битівського повіту Поморського воєводства.
Населення — 716 осіб (2011).
У 1975-1998 роках село належало до Слупського воєводства.

## Демографія
Демографічна структура станом на 31 березня 2011 року:
|          | Загалом | Допрацездатний вік | Працездатний вік | Постпрацездатний вік |
| -------- | ------- | ------------------ | ---------------- | -------------------- |
| Чоловіки | 374     | 77                 | 262              | 35                   |
| Жінки    | 342     | 83                 | 202              | 57                   |
| Разом    | 716     | 160                | 464              | 92                   |